# Mary Margaret O'Reilly
Mary Margaret O'Reilly (ngày 14 tháng 10 năm 1865 - ngày 06 tháng 12 năm 1949) là một nhân viên của Cục đúc tiền kim loại Hoa Kỳ trong 34 năm, từ năm 1904 đến nghỉ hưu vào năm 1938. Một trong những thứ hạng cao nhất công chức nữ của vào thời đó, bà thường giữ chức quyền giám đốc của Cục đúc tiền khi vắng mặt của các giám đốc từ năm 1916 đến năm 1924, khi bà được chính thức làm trợ lý giám đốc. Bà được biết đến với tên gọi "người yêu của Kho bạc".
O'Reilly đã sinh ra và trải qua thời trẻ tại Massachusetts. Cô bỏ học lúc khoảng 14 tuổi để giúp đỡ người mẹ góa và anh chị em của mình, và làm nhân viên bán hàng ở Worcester trong hai mươi năm. Năm 1904, O'Reilly đã thành công trong việc kiếm được một vị trí tại Cục Đúc tiền Hoa Kỳ. Cô được thăng chức nhanh chóng, là điều bất thường đối với một người phụ nữ tại thời điểm đó, và làm việc dưới nhiều đời giám đốc có ít kiến thức về hay mối quan tâm đến hoạt động của cục này, các nhiệm vụ quản lý Cục Đúc tiền thường rơi vào tay bà.
Bắt đầu từ năm 1933, O'Reilly phục vụ dưới thời nữ giám đốc đầu tiên của cô, Nellie Tayloe Ross, và ngay sau đó tạo một liên kết mạnh mẽ với bà. O'Reilly không thể thiếu cho hoạt động của Cục này đến nỗi tổng thống Franklin Delano Roosevelt đã trì hoãn thời gian nghỉ hưu của bà, dự kiến vào năm 1935, đến năm 1938. O'Reilly không bao giờ kết hôn, và qua đời vào năm 1949.

## Thời trẻ và công việc
Mary Margaret O'Reilly sinh ra tại Springfield, Massachusetts, vào 14 tháng 10 năm 1865. Cha mẹ của cô, James A. và Joanna O'Reilly, người nhập cư từ Ireland, và Mary là một trong năm người con. Gia đình sống ở Springfield và gần Chicopee, Massachusetts, nơi James O'Reilly là một người bán buôn rượu. Ông qua đời sau khi bị bệnh vào năm 1873. Cái chết của ông ngoài việc tước đi nguồn thu nhập của gia đình thu nhập còn khiến cho gia đình gặp rắc rối pháp lý: Austin O'Reilly, một nhân viên bán hàng doanh nghiệp O'Reilly nay đã đóng cửa, cố gắng giải quyết bất động bằng cách bán rượu còn lại, nhưng không có giấy phép để làm như vậy. Joanna O'Reilly phủ nhật có bất bất kỳ kiến thức nào về các vấn đề kinh doanh. Austin bị Tòa án tối cao Massachusetts tuyên phạm tội vận chuyển rượu không có giấy phép.
Mary đã bỏ học sau khi học lớp chín, lúc hoặc ngay sau khi 14 tuổi, khi gia đình cần cô giúp đỡ. Cô có thể đã làm việc với một trong các nhà máy dệt may địa phương, và đi học ban đêm để đào tạo thành một thư ký và viết tốc ký. Từ 1885-1903, cô đã làm một nhân viên bán hàng, sống ở Worcester cùng với một người anh em, trong một khu nhà trọ thuộc sở hữu của mẹ.